# Ванвајл
Ванвајл (њем. Wannweil) општина је у њемачкој савезној држави Баден-Виртемберг. Једно је од 26 општинских средишта округа Ројтлинген. Према процјени из 2010. у општини је живјело 5.131 становника. Посједује регионалну шифру (AGS) 8415080.

## Географски и демографски подаци
Ванвајл се налази у савезној држави Баден-Виртемберг у округу Ројтлинген. Општина се налази на надморској висини од 332 метра. Површина општине износи 5,3 km². У самом мјесту је, према процјени из 2010. године, живјело 5.131 становника. Просјечна густина становништва износи 961 становника/km².